# Great Britain Spartans
I Great Britain Spartans sono stati una squadra di football americano di Northwich, Manchester e Sheffield, nel Regno Unito; fondati nel 1983 come Northwich Spartans divennero Manchester Spartans l'anno successivo, per poi diventare Great Britain Spartans col trasferimento a Sheffield nel 1994. Hanno giocato la AFLE nel 1994 e 1995.

## Dettaglio stagioni

### Amichevoli
| Stagione | Vin | Par | Per | Tot | PF | PS | avversaria    |
| -------- | --- | --- | --- | --- | -- | -- | ------------- |
| 1983     | 0   | 0   | 1   | 1   | 0  | 48 | London Ravens |
| Totale   | 0   | 0   | 1   | 1   | 0  | 48 |               |

Fonte: americanfootballitalia.com

### Tornei

#### Tornei nazionali

##### Campionato

###### Tabella 1984/Budweiser League National Division
| Stagione | regular season | regular season | regular season | regular season | regular season | regular season | playoff | playoff | playoff | playoff | playoff | playoff   | playoff    |
|          | Vin            | Par            | Per            | Tot            | PF             | PS             | Vin     | Per     | Tot     | PF      | PS      | risultato | avversaria |
| -------- | -------------- | -------------- | -------------- | -------------- | -------------- | -------------- | ------- | ------- | ------- | ------- | ------- | --------- | ---------- |
| 1984     | 4              | 0              | 7              | 11             | 78+?           | 146+?          | -       | -       | -       | -       | -       | -         | -          |
| 1987     | 2              | 0              | 8              | 10             | 137            | 330            | -       | -       | -       | -       | -       | -         | -          |
| Totale   | 6              | 0              | 15             | 21             | 215+?          | 476+?          | -       | -       | -       | -       | -       |           |            |

Fonti: Enciclopedia del Football - A cura di Roberto Mezzetti

#### Tornei internazionali

##### Football League of Europe/American Football League of Europe
| Stagione | regular season | regular season | regular season | regular season | regular season | regular season | playoff | playoff | playoff | playoff | playoff | playoff   | playoff    |
|          | Vin            | Par            | Per            | Tot            | PF             | PS             | Vin     | Per     | Tot     | PF      | PS      | risultato | avversaria |
| -------- | -------------- | -------------- | -------------- | -------------- | -------------- | -------------- | ------- | ------- | ------- | ------- | ------- | --------- | ---------- |
| 1994     | 4              | 0              | 5              | 9              | 240            | 262            | -       | -       | -       | -       | -       | -         | -          |
| 1995     | 0              | 0              | 8              | 8              | 130+?          | 172+?          | -       | -       | -       | -       | -       | -         | -          |
| Totale   | 4              | 0              | 13             | 17             | 370+?          | 434+?          | -       | -       | -       | -       | -       |           |            |

Fonti: Enciclopedia del Football - A cura di Roberto Mezzetti

## Palmarès
- 2 Eurobowl (1990, 1991)
- 2 NDMA Bowl (titolo di campione britannico, 1989, 1990)